# 308856 Daniket
308856 Daniket è un asteroide della fascia principale. Scoperto nel 2006, presenta un'orbita caratterizzata da un semiasse maggiore pari a 2,7170099 UA e da un'eccentricità di 0,0519497, inclinata di 8,72244° rispetto all'eclittica.
L'asteroide è dedicato a Daniela Ketskarova Masiero, figlia dello scopritore.